# S/2002 N 5
S/2002 N 5 — проградный нерегулярный спутник Нептуна. Был открыт 14 августа 2002 года Мэтью Холманом, Джоном Дж. Кавелаарсом, Томми Гравом и Уэсли Фрейзером с помощью 4-м телескопа имени Виктора Бланко в межамериканской обсерватории Серро-Тололо в Чили, но был потерян и долгое время не наблюдался, пока Скотт Шеппард не обнаружил его вновь 3 сентября 2021 года. Об открытии S/2002 N 5 было объявлено 23 февраля 2024 года, после того как были собраны наблюдения за достаточно длительный период времени, чтобы подтвердить орбиту спутника. S/2002 N 5 обращается вокруг Нептуна на среднем расстоянии более 23 млн км и проходит свою орбиту почти за 9 земных лет.

## Открытие
Впервые S/2002 N 5 был замечен 14 августа 2002 года Мэтью Холманом и его сотрудниками во время поиска нептунианских нерегулярных спутников с помощью 4-метрового телескопа имени Виктора Бланко в обсерватории Серро-Тололо, Чили. Команда Холмана смогла обнаружить этот спутник с помощью техники сдвига и добавления, при которой они сделали множество снимков при помощи телескопа с длительной экспозицией, выровняли и сдвинули их, чтобы следовать движению Нептуна, а затем сложили их вместе, чтобы создать одно глубокое изображение, на котором нептунианские спутники будут видны как точки света на фоне звёзд и галактик. Спутник получил временное обозначение «c02N4» и стал одним из самых слабых из пяти нептунианских спутников, обнаруженных командой Холмана в ходе поисков, включая Галимеду, Сао, Лаомедею и Несо. В то время как четыре из этих спутников были успешно повторно замечены и впоследствии было объявлено об их открытии, S/2002 N 5 был повторно замечена только один раз 3 сентября 2002 года с помощью 8-м Очень Большого Телескопа Европейской южной обсерватории. Дальнейшие попытки повторного наблюдения S/2002 N 5 были безуспешными. Поскольку наблюдений было очень мало, орбиту S/2002 N 5 подтвердить не удалось, и она стала потерянной луной.
S/2002 N 5 не удавалось обнаружить в течение 19 лет с момента его последнего наблюдения группой Холмана в сентябре 2002 года. 3 сентября 2021 года. Скотт Шеппард вновь обнаружил S/2002 N 5 во время поиска нептунианских нерегулярных лун с помощью 6,5-м телескопа Магеллан-Бааде в Обсерватории Лас-Кампанас. Как и команда Холмана, Шеппард использовал метод сдвига и добавления для обнаружения S/2002 N 5.[5] С сентября 2021 по ноябрь 2023 года Шеппард и его команда проводили последующие наблюдения S/2002 N 5 с помощью телескопа Магеллан-Бааде и 8,2-м телескопа «Субару» на Мауна-Кеа, чтобы определить орбиту спутника и убедиться, что он не будет потерян. После завершения последующих наблюдений Шеппарда его команда смогла связать спутник с его первоначальными наблюдениями, сделанными в 2002 году. S/2002 N 5 и S/2021 N 1, ещё один нептунианский спутник неправильной формы, обнаруженный командой Шеппарда, был подтверждён и объявлены Центром малых планет 23 февраля 2024 года, в результате чего число известных спутников Нептуна увеличилось с 14 до 16.

## Орбита
S/2002 N 5 — нерегулярный спутник Нептуна, так как имеет далёкую и сильно эллиптическую орбиту с наклоном. S/2002 N 5 вращается в том же направлении, что и Нептун, поэтому орбита у него прогрессивная. Нерегулярные спутники слабо связаны с гравитацией Нептуна так как находятся на большом расстоянии от планеты, поэтому их орбиты часто возмущаются гравитацией Солнца и других планет. Это приводит к значительным изменениям орбит спутников за короткие периоды времени, поэтому простая кеплеровская эллиптическая орбита не может точно описать долгосрочные орбитальные движения неправильных спутников. Вместо этого для более точного описания долгосрочных орбит неправильных спутников используются собственные или средние орбитальные элементы, поскольку они рассчитываются путем усреднения возмущенной орбиты за длительный период времени.
Средние орбитальные элементы S/2002 N 5 пока не вычислены. Тем не менее, для аппроксимации орбиты S/2002 N 5 можно использовать оскулирующую (мгновенную) кеплеровскую эллиптическую орбиту. Для контрольной эпохи 31 марта 2024 года орбита S/2002 N 5 составляет 23,4 млн км от Нептуна и проходит одну орбиту за 8,6 земных лет. Спутник имеет орбитальный эксцентриситет 0,55 и наклонение 42° по отношению к эклиптике, или плоскости земной орбиты.

## Физические характеристики
S/2002 N 5 имеет среднюю видимую величину 25,9, поэтому его можно наблюдать только с помощью длительных экспозиций на телескопах с большой апертурой, таких как телескоп «Субару». О физических свойствах S/2002 N 5 ничего не известно, кроме его абсолютной величины 11. Предполагая, что геометрическое альбедо составляет 0,04-0,10, что типично для большинства неправильных спутников, S/2002 N 5 имеет диаметр 24-38 км.